# جشن (فیلم ۲۰۰۵)
جشن (انگلیسی: Feast) فیلمی در ژانر کمدی ترسناک و ترسناک است که در سال ۲۰۰۵ منتشر شد.

## بازیگران
- بالتازار گتی
- هنری رالینز
- ناوی راوات
- جودا فریدلندر
- جاش زاکرمن
- جیسون موس
- کریستا آلن
- کلو گولگر
- دوین ویتاکر
- آیلین راین
- اریک دین
- تایلر پاتریک جونز